# Giuseppe Scarlatti
Pour les articles homonymes, voir Scarlatti et Giuseppe Scarlatti (homonymie).
Giuseppe Scarlatti, parfois appelé Josef Scarlatti (né en 1718 ou le 18 juin 1723 à Naples et mort le 17 août 1777 à Vienne) est un compositeur italien du XVIIIe siècle.

## Biographie
D'après ses propres informations il est le petit-fils d'Alessandro Scarlatti et un neveu de Domenico Scarlatti, fils de Francesco Scarlatti (1666 - après 1741).
On connaît peu de sa biographie et tout ce que nous savons de lui est relatif à son voyage (effectué principalement pour présenter ses œuvres) qu'il entreprend à travers l'Italie et outre-Alpes. De 1739 à 1741, il est actif à Rome, où il représente son premier travail connu, l'oratorio Meorepe et, de 1741 à 1749, il met en scène plusieurs de ses œuvres dramatiques dans les théâtres de Florence, de Pise, de Lucques et de Turin. De 1752 à 1754, il séjourne à Venise, en 1755, il revient à Naples, mais, de 1756 à 1759, il est de nouveau à Venise. Dans les années cinquante, il est même brièvement actif à Milan et à Barcelone, toujours en qualité de compositeur d'opéra.
En 1760, il s'installe définitivement à Vienne, où il demeure jusqu'à sa mort. Dans cette ville, en plus de travailler comme compositeur, il est aussi pianiste et enseignant de musique pour quelques membres de la famille du prince Schwarzenberg. Il écrit des travaux théâtraux variés pour le Burgtheater, principalement de nature comique, jusqu'à 1772, année où il cesse de composer.

## Considérations sur l'artiste
Giuseppe Scarlatti écrit au-delà de 30 œuvres, dont 21 sont dramatiques et 11 sont des opéras "giocoso", basés généralement sur des livrets de Pietro Metastasio (opera seria) et Carlo Goldoni (œuvres comiques). Trois cantates ainsi que des sonates pour clavecin comptent aussi parmi son œuvre.
Aujourd'hui largement oublié, ses œuvres ne nous étant parvenues qu'en partie, Giuseppe Scarlatti n'est certes musicalement pas innovateur. Le style de composition de ses œuvres se fonde sur celui, traditionnel, établi plusieurs décennies auparavant par Alessandro Scarlatti, c'est-à-dire fondé sur un procédé mélodique simple mais agréable dans lequel l'orchestre, pour l'essentiel, sert d'accompagnement aux parties vocales. Cependant, c'est un compositeur qui reflète avec talent le style de son époque, ce qui lui vaut beaucoup de succès. Particulièrement dans ses opéras comiques, il impressionne par des mélodies fraiches et plaisantes.
Puisque Domenico Scarlatti porte aussi le prénom Giuseppe, des erreurs ont été occasionnellement commises par la suite. Des airs des opéras Merope (Rome, 1740) et Arminio in Germania (Florence, 1741) ont été attribués en partie par erreur à Domenico. De même, le séjour de Giuseppe à Naples en 1754/55 conduit à des rumeurs erronées d'un retour de Domenico Scarlatti à Naples

## Œuvre

### Œuvres d'attribution certaine

Page de titre du livret de Merope, Rome 1740.

- Page de titre du livret de Merope, Rome 1740.Meorepe (drame musical ou dramma per musica, livret d'Apostolo Zeno, 1740, Rome)
- Dario (drame musical, livret de G. Baldanza, 1741, Rome)
- Arminio in Germania (drame musical, livret de C. Pasquini, 1741, Florence)
- Siroe (drame musical, livret de Pietro Metastasio, 1742, Florence)
- Pompeo in Armenia (drame musical, livret de Bartolomeo Vitturi, 1744, Pise)
- Ezio (drame musical, livret de Pietro Metastasio, 1744, Lucques)
- Olimpiade (drame musical, livret de Pietro Metastasio, 1745, Lucques)
- Il Giocatore (comédie musicale, 1747, Florence)
- Artaserse (drame musical, livret de Pietro Metastasio, 1747, Lucques)
- Partenope (drame musical, livret de Silvio Stampiglia, 1749, Livourne)
- Semiramide riconosciuta (drame musical, livret de Pietro Metastasio, 1751, Livoro)
- Adriano in Siria (drame musical, livret de Pietro Metastasio, 1752, Venise)
- Demetrio (drame musical, livret de Pietro Metastasio, 1752, Padoue)
- I Portentosi Effetti della Madre Natura ou Les effets de Mère Nature (drame musical "giocoso", livret de Carlo Goldoni, 1752, Venise)
- L'impostore (opéra bouffe, 1752, Barcelone)
- Alessandro nell'Indie (drame musical, livret de Pietro Metastasio, 1753, Reggio d'Émilie)
- De gustibus non est disputandum (dramma giocoso, livret de Carlo Goldoni, 1754, Venise)
- Caio Mario (drame musical, livret de Gaetano Roccaforte, 1755, Naples)
- Antigona (drame musical, livret de Gaetano Roccaforte, 1756, Milan)
- L'isola disabitata (dramma giocoso, livret de Carlo Goldoni, 1757, Venise ; reprise sous le titre de La Cinese Smarrita, 1760, Genève)
- La serva Scaltra (dramma giocoso, 1759, Venise)
- La clemenza di Tito (drame musical, livret de Pietro Metastasio, 1760, Venise)
- L'Issipile (drame musical, livret de Pietro Metastasio, 1760, Vienne)
- Pelopida (2e acte) (drame musical, livret de Gaetano Roccaforte, 1763, Turin)
- Bajazet (drame musical, livret d'Agostino Piovene, 1765, Vérone)
- Gli Stravaganti (comédie musicale, livret d'Alcindo Isaurense, 1765, Vienne ; reprise sous le titre de La Moglie padrona, 1768, Vienne)
- Armida (drame musical, livret de Marc Coltelini, 1766, Vienne)
- Dove è amore è gelosia (entracte giocoso, livret de Marc Coltelini, 1768, Vienne)
- L'amor geloso (pièce comique, 1770, Vienne)
- Amiti e Ontario, o I selvaggi, (drame musical, livret de Ranieri de' Calzabigi, 1772, Vienne)

### Œuvres d'attribution douteuse
- La Madamigella (livret d'Antonio Palomba, 1755, Naples)
- Il Mercato di Malmantide (dramma giocoso, livret de Carlo Goldoni, 1758, Venise)

### Autres compositions
- La Santissima Vergine annunziata (oratorio, 1739, Rome)
- Componimento per musica (sérénade, 1739, Rome)
- L'amor della patria (sérénade, livret de Carlo Goldoni, 1752, Venise)
- Les Aventures de Serail (ballet, 1762, Vienne)
- Imeneo, sognando talora (cantate pour ténor et basse continue)
- I lamenti d'Orfeo (cantate pour 2 voix et orchestre)
- Amor prigioniero (cantate pour 2 soprano et instruments)
- Divers airs
- Sonates pour clavecin